# キム・ソルミ
金 雪美（キム・ソルミ、朝鮮語：김설미）は、北朝鮮（朝鮮民主主義人民共和国）の音楽ユニットである牡丹峰楽団のボーカルの1人である。功勲俳優。平壌直轄市中区域の東岸（トンアン）中学校（現在、高級中学校）早期声楽班卒業、平壌音楽学院（現在、金元均名称音楽総合大学平壌第1音楽学院）卒業。
平壌東岸中学校（当時）早期声楽班を卒業後、平壌音楽学院（当時）に入学。在学中の2009年に血の海歌劇団が手掛けた中国歌劇「紅楼夢」に出演。翌2010年にそれの中国訪問公演にも出演。
独唱曲に「海の豊漁歌」《바다 만풍가》、「鉄嶺の下のリンゴの海」《철령아래 사과바다》などがある。なお、「鉄嶺の下のリンゴの海」を金正恩第一書記が大変気に入ったため、2014年8月27日に平壌大劇場で金正日総書記のネーム入り腕時計表彰を受けたことが同年8月28日に朝鮮中央通信で発表された。

## 独唱曲一覧
発表順

### 2014年
- 「海の豊漁歌」《바다 만풍가》
- 「大紅湍（テホンダン）は住み良い地方です」《대홍단은 살기 좋은 고장입니다》 ＊公演のみ
- 「鉄嶺の下のリンゴの海」《철령아래 사과바다》